# Liste von Jazzmusikern/R
| Abk.  | Instrument           |
| ----- | -------------------- |
| acc   | Akkordeon            |
| acl   | Altklarinette        |
| afl   | Altflöte             |
| arr   | Arrangement          |
| as    | Altsaxophon          |
| b     | Bass                 |
| bar   | Baritonsaxophon      |
| bcl   | Bassklarinette       |
| bjo   | Banjo                |
| bl    | Bandleader           |
| bo    | Bongo                |
| bs    | Basssaxophon         |
| cl    | Klarinette           |
| clo   | Cello                |
| comp  | Komponist            |
| cond  | Dirigent             |
| cor   | Kornett              |
| dr    | Schlagzeug           |
| eh    | Englischhorn         |
| ep    | Elektronisches Piano |
| fg    | Fagott               |
| fl    | Flöte                |
| flh   | Flügelhorn           |
| frh   | Frenchhorn           |
| gisy  | Gitarrensynthesizer  |
| git   | Gitarre              |
| gl    | Glockenspiel         |
| har   | Mundharmonika        |
| harp  | Harfe                |
| kb    | Kontrabass           |
| keyb  | Keyboard             |
| lyra  | Lyra                 |
| mando | Mandoline            |
| mar   | Marimba              |
| obo   | Oboe                 |
| org   | Orgel                |
| p     | Piano                |
| perc  | Perkussion           |
| picb  | Piccolobass          |
| pictp | Piccolotrompete      |
| reeds | Holzblasinstrumente  |
| sax   | Saxophon             |
| ss    | Sopransaxophon       |
| syn   | Synthesizer          |
| tb    | Tuba                 |
| th    | Tenorhorn            |
| tp    | Trompete             |
| trb   | Posaune              |
| ts    | Tenorsaxophon        |
| tt    | Turntables           |
| vib   | Vibraphon            |
| viola | Viola                |
| vl    | Violine              |
| voc   | Gesang               |

Diese Liste ist eine Unterseite der Liste von Jazzmusikern.

## Ra – Rd
- Avreeayl Ra dr, perc, fl
- Lorenz Raab tp, flh, comp
- Neta Raanan ts
- Boy Raaymakers tp, flh, comp
- Mark Rabe trb
- Tony Rabeson dr
- Oscar Rabin bs
- Michaela Rabitsch tp, flh, voc, comp
- Georges Rabol p, cembalo
- Michael Radanovics vl
- Fred Radcliffe dr
- Reuben Radding b
- Stefan Rademacher b, comp
- Abbey Rader dr, comp
- Rollo Radford b, voc
- Leonardo Radicchi ts, ss, bcl, comp
- Nate Radley git, bjo
- Jack Radsliff git
- Maria Răducanu voc
- Sharp Radway p
- John Rae dr, comp, cond
- Mac Rae dr, tp, cl, voc
- Florian Raepke tp, flh, arr, cond
- Boyd Raeburn bl, sax
- Christos Rafalides vib, comp
- Judy Rafat voc, comp
- Rodolphe Raffalli git, comp
- Joachim Raffel p, perc, comp, arr
- Henry Ragas, p, comp
- Harish Raghavan kb
- Hugh Ragin tp
- Emmanuel Rahim perc
- Idris Rahman cl, ts, bcl, sax
- Zoe Rahman p, comp
- Serge Rahoerson dr, keyb, sax
- Melbra Rai voc
- Claus Raible p, arr, comp, cond
- ‚Ma‘ Rainey voc
- Tom Rainey dr
- Mario Raja ts, comp, arr, cond
- Eldbjørg Raknes voc
- Uroš Rakovec git, comp
- Sanne Rambags voc, git, perc, comp
- Dick Ramberg cl, p
- Hurley Ramey git
- Christian Ramond kb
- Ram Ramirez org
- Nick Ramm p, keyb, comp
- Morten Ramsbøl kb
- Marion Rampal voc, comp
- Freddy Randall tp
- Kristjan Randalu p
- Joe Randazzo b-trb
- Arthur „Doc“ Rando as, cl
- Mouse Randolph tp
- Zilner Randolph tp, arr
- Phil Ranelin trb, perc, comp
- Doug Raney git
- Jimmy Raney git
- Claude Ranger dr, comp
- Bill Rank trb
- Iiro Rantala p, comp
- Barney Rapp dr, bl
- Joseph Leon Rappolo cl
- Frank Raschke p, acc, comp, cond
- Milt Raskin p, arr
- Jean-Louis Rassinfosse kb
- Hugo Rasmussen kb
- Peter Rasmussen trb
- Steen Rasmussen p, comp, bl
- Calle Rasmusson dr, comp
- Adrian Raso git, comp
- Kaspar Rast dr, perc
- Dave Ratajczak dr
- Sebastian Räther b, comp
- Arman Ratip p, comp
- Jim Rattigan frh
- Jay Rattman reeds
- Karl Ratzer git
- Remo Rau p, comp, synt, vib, perc
- Billy Rauch trb
- Dirk Raufeisen p
- Dirk Raulf ts, bar, ss, bs, cl, bcl, voc
- François Raulin p, keyb, melodica, synt, perc, sanza
- Dietrich Rauschtenberger dr
- Enrico Rava tp, flh, comp, bl
- Ada Rave ts, cl
- Ziv Ravitz dr, perc
- Emma Rawicz ts, fl, bcl, comp
- Lou Rawls voc
- Carline Ray kb, voc
- Guy Ray b
- Kevin Ray kb
- Michael Ray tp, cond
- Scot Ray trb
- Tim Ray p, synt, keyb, el-p, arr, samples
- Michael Raye syn
- Roy Raye tp
- Morris Rayman kb
- John Raymond flhn, tp
- Alison Rayner b
- Gilda Razani sax, fl, p, theremin, comp

## Re – Rh
- Pat Rebillot keyb, e-p, p, org, arr
- Alton Redd dr
- Chuck Redd vib, dr
- Gene Redd tp, vib, arr
- Freddie Redd p
- Johannes Rediske git
- Dewey Redman ts, as, cl
- Don Redman bl
- Joshua Redman sax
- Dizzy Reece tp
- Bill Reid kb
- Ed Reed voc
- Eric Reed p
- George Reed dr
- Mike Reed dr, bl
- Sam Reed as, ts, cl
- Tony Reedus dr
- Ruben Reeves tp, bl
- Karl Ivar Refseth vib, comp
- Cyril Régamey dr, perc
- Philipp Rehm b
- Oliver Rehmann dr, perc
- Corinna Reich voc, p, comp
- Luis Reichard tp, flh, comp
- Hans Reichel git
- Fritz Schulz-Reichel p
- Ted Reichman acc, p, org, keyb, comp
- Damion Reid dr
- Rufus Reid kb, bl
- Irene Reig as, bar, cl, comp
- Ines Reiger voc
- Ernst Reijseger clo
- Poul Reiman p
- Jan Reimer git, comp
- Sabine Reimer voc, comp
- Thomas Reimer git
- Ilja Reijngoud trb
- Tom Reinbrecht as, ss, ts, com, arr
- Benno Reinhard trb, tu, sousaphone
- Babik Reinhardt git
- David Reinhardt git
- Daweli Reinhardt git
- Django Reinhardt git, comp
- Django Heinrich Reinhardt voc, git
- Dotschy Reinhardt voc
- Geisela Reinhardt git
- Heiner Reinhardt bar, bcl
- Helmut Reinhardt as, bar, cl, arr
- Joseph Reinhardt git
- Lulo Reinhardt git
- Lulu Reinhardt git
- Mandino Reinhardt git, comp
- Mike Reinhardt git
- Noé Reinhardt git
- Schnuckenack Reinhardt vln, comp
- Ted Reinhardt dr
- Zipflo Reinhardt vln
- Eladio Reinón ts, ss, cl, comp, cond
- José Reinoso p, git, voc, arr, comp
- Horst Reipsch as, bar, cl, ts, arr
- Dylan Reis e-b
- Michel Reis p, comp
- Nathan Reising as
- Anna Reisigl b, comp
- Jonathan Reisin ts, ss, comp
- Angela Maria Reisinger voc, arr
- Herbert Reisinger dr, cl, voc, comp
- Wolfgang Reisinger dr
- Leo Reisman bl, vln
- Greg Reitan p
- Bernd Reiter dr
- Martin Reiter p, arr, comp
- Nina Reiter voc
- Richard Reiter sax
- Vitold Rek kb, voc, comp
- Derf Reklaw as
- Marius Reksjø b
- Barbara Rektenwald p, comp
- Alain Rellay ts, ss, comp
- Francesca Remigi dr, comp
- Emily Remler git, comp
- Taavo Remmel kb
- Dave Rempis as, ts, bar, comp
- Tony Remy git, comp
- Kid Rena tp
- Alex Renard tp
- Étienne Renard kb, comp
- Bertrand Renaudin dr, comp
- Don Rendell ts, ss, cl, fl
- Henri René g, bjo, p, arr, comp, dir
- Gilles Renne git
- Moritz Renner trb, comp
- Valentin Renner dr
- John-Dennis Renken tp, comp
- Matt Renzi ts, cl
- Mike Renzi p, arr
- Júlio Resende p, comp
- Harry Reser bjo
- Cene Resnik sax
- Josef Reßle p
- Samuel Restle trb, comp, arr, cond
- Rudy Reunes tp
- Allan Reuss git
- Theo Reuter bl
- Travis Reuter git, comp
- Uwe Reuter as
- Eric Revis b
- André Réwéliotty cl, bl
- Stefan Rey kb, b, comp
- Ben Reynolds dr, perc
- Tommy Reynolds cl, bl
- Stan Reynolds tp
- Vladimir Rezitsky as, fl, bl
- Olga Reznichenko p, keyb, synth, comp
- Julius van Rhee as
- Ken Rhodes p, comp
- Melvin Rhyne org

## Ri – Rn
- François de Ribaupierre ts, cl
- Bastien Ribot vln
- Marc Ribot git
- Fortunatus „Fip“ Ricard tp
- Paul Ricci sax, cl
- Nicolò Ricci ts
- Vinnie Riccitelli as,p, arr
- Charlie Rice dr
- Purnell Rice dr
- Buddy Rich dr, bl
- Freddie Rich p, comp, bl
- Jean-Charles Richard ss, bar
- Xavier Richardeau bars, ss, ts, comp, bl
- Louis Richardet acc, p
- Eric Richards b
- Johnny Richards arr
- Red Richards p, voc
- Stephanie Richards tp
- Tim Richards p
- Trudy Richards voc
- Demian Richardson tp
- Jim Richardson kb, bg
- Jerome Richardson as, ts, fl
- Logan Richardson sax
- Rodney Richardson b
- Wally Richardson g
- Tina Richerson ts
- Slim Richey git
- Barney Richmond kb
- Dannie Richmond dr
- Mike Richmond b
- Boomie Richman, ts, cl, fl
- Nelson Riddle trb, arr
- William Ridgley, trb, bl
- Larry Ridley b
- Matt Ridley kb
- Marcus Rieck dr
- Georg Riedel kb, comp
- Sarah Riedel voc, comp
- Kurt Riemer tp, cond
- Alex Riel dr
- Barry Ries tp, flh
- Tim Ries ts, ss
- Michael Riessler comp, sax
- Frands Rifbjerg perc
- Sylvain Rifflet sax, fl, cl
- Jason Rigby ts
- Joe Rigby sax
- Emmanuel Riggins keyb, e-p, arr
- Karriem Riggins dr
- Simon Rigter ts
- Knut Riisnæs sax, fl, comp, arr, bl
- Ben Riley dr
- Doug Riley p, keyb, arr
- Herlin Riley dr
- Howard Riley p
- John Riley dr
- Mike Riley trb, bl
- Stephen Riley ts, cl, ss
- François Rilhac p
- Sammy Rimington cl, as, ts, voc
- Evgeny Ring sax
- Richard Ring git
- Bob Ringwald p, voc, bjo
- Indra Rios-Moore voc
- Michel Ripoche vln
- Rudi Rischbeck sax, v, cl, comp, bl
- Aki Rissanen p, comp
- Mathias Rissi as, ss, ts, bcl
- Clémentine Ristord ss, sopranino sax, bcl, comp
- Lee Ritenour git
- Isabelle Ritter voc, comp
- Lyle Ritz kb, ukulele
- Diego Rivera ts, comp
- Mario Rivera sax, fl
- Ray Rivera git, voc
- Sam Rivers ts, ss, fl
- Tom Rivière kb
- Tony Rizzi git
- Carlo Rizzo perc

## Roa – Rol
- Freddie Roach org
- Max Roach dr
- Kenneth Roane tp, arr
- Gino Robair perc
- Carol Robbins harp
- James Robbins kb
- Pete Robbins as, comp
- Frank Roberscheuten ts, cl
- Babs Robert ts
- Jean Robert, ts, arr
- Yves Robert trb
- Amy Roberts as, ts, cl, fl
- Cath Roberts as, bar
- David Thomas Roberts p
- George Roberts b-trb
- Hank Roberts clo, voc, comp
- Howard Roberts git
- Marcus Roberts p
- Tom Roberts p
- Tony Roberts  ts, fl, bcl, ss, as, reeds, cl, alto-fl, northumbrian pipes, bar, recorder, perc, harmonium, b-fl, whistle
- Ben Robertson kb
- Herb Robertson tp, comp
- Hub Robertson tp, trb, flh, comp
- Zue Robertson trb
- Kelly Roberty KB
- Joe Robichaux p
- Billy Robinson ts
- Eli Robinson trb
- Fred Robinson trb
- Ikey Robinson bjo, git. voc, cl
- Janice Robinson trb
- Jim Robinson trb
- Justin Robinson as
- Les Robinson as
- Mabel Robinson voc, p
- Orphy Robinson vib, mar
- Prince Robinson ts, cl
- Scott Robinson bars, bs, bcl
- Spike Robinson ts
- Stan Robinson reeds
- Andrew Robson as, ss
- Oriol Roca dr
- Joe Roccisano as, ss, fl
- Maurice Rocco p
- Jon Roche kb, git
- Manuel Rocheman p
- Cornell Rochester dr, comp
- Bob Rockwell ss, ts, comp
- Reuben Roddy as, ts
- Gene Rodemich p, bl, arr
- Jan Roder kb
- Mark Rodger cl, sax
- Gene Rodgers p
- Gil Rodin sax, cl
- Claudio Roditi tp, flh
- Red Rodney tp
- Piotr Rodowicz kb
- Alfredo Rodríguez p
- Alfredo Rodríguez p, arr, comp
- Freddy Rodriguez as, ts
- Jay Rodriguez ts
- Julius Rodriguez p, dr
- Mike Rodriguez tp
- Jason Roebke kb
- Jorge Roeder kb
- Roman Rofalski p, comp
- Tony Roe p, keyb, syn, comp
- Joris Roelofs sax, bcl, cl
- Mike Roelofs p, org, perc, vib, comp
- Mette Henriette Martedatter Rølvåg as, sax
- Roman Rofalski (* 1981)
- Felix Römer p
- Fabian Rösch dr
- Ekkehard Rössle ts, ss, cl
- Gerrit Roessler p, ep
- Isabel Rößler kb
- Michael Roffmann ts
- Alan Rogers p
- Barry Rogers tb, arr, tu, voc
- Billie Rogers tp
- Johnny Rogers as
- Kenny Rogers as, ts, bar, fl
- Paul Rogers kb
- Reuben Rogers kb, bg
- Shorty Rogers tp
- Yvonne Rogers p, comp
- Olivier Rogg p, comp
- Live Maria Roggen voc, comp
- Klaus Roggors p, comp, cond
- Youenn Rohaut vln
- Bryce Rohde p
- Hermann Rohrbeck viol, cond, arr, comp
- Samuel Rohrer dr
- Marcus Rojas tb
- Rudolf Rokl p, org, arr, comp
- Ari Roland kb
- Larry Roland kb, voice
- Adrian Rollini bs, vib
- Dennis Rollins trb
- Sonny Rollins ts
- Winston Rollins trb, key, arr

## Rom – Roz
- Mario Rom tp, comp
- Peter Rom git
- Martin Roman p
- Aldo Romano dr, voc, git, comp
- Joe Romano sax
- Alain Romans p, arr, comp
- Carolyn Romberg as
- Hanne Rømer ts, git, voc, ss, bar, comp
- Ole Rømer dr
- Rent Romus sax
- Jean Rondeau p, comp
- Wallace Roney tp, flh
- Hale Rood trb, arr
- Marc van Roon p, comp
- Marc Roos tb, comp
- Billy Root ts
- William Roper tu
- Marcello Rosa tb, arr, comp
- Frank Rosaly dr
- Félix del Rosario sax, bl
- Rick Rosato kb
- Dario Rosciglione kb
- Dan Rose git, comp
- Jochen Rose tp, cor, flh
- Jon Rose vl
- Vincent Rose bl, comp
- Wally Rose p
- Josh Roseman trb, tb, euph
- Jay Rosen dr
- Noah Rosen p
- Gabriel Rosenbach tp, flhn
- Matthias Rosenbauer dr
- Chris Rosenberg git
- Jimmy Rosenberg git
- Joe Rosenberg ss
- Johannes Rosenberg vl, clo, p
- Johnny Rosenberg git, voc
- Mozes Rosenberg git
- Nomy Rosenberg git
- Scott Rosenberg reeds
- Stochelo Rosenberg git, bl
- Mara Rosenbloom p
- Daniel Rosenboom tp, comp
- Claes Rosendahl ts, as, bar, fl, cl, arr, cond, comp
- Bobby Rosengarden dr, perc
- Bernt Rosengren ts, comp
- Rich Rosenthal git
- Ted Rosenthal p
- Wanja Rosenthal git, comp
- Kurt Rosenwinkel git
- Michele Rosewoman p
- André Rosinha kb
- Peter Rosmanith perc
- Esko Rosnell dr
- Eddie Rosner tp, bl
- Renee Rosnes p
- Frank Rosolino trb
- Arnold Ross p
- Doc Ross dr, bl
- Holli Ross voc
- Joel Ross vib
- Ronnie Ross bar
- Elin Rosseland voc
- Antje Rößeler p, comp
- Aldo Rossi as, cl, bl
- Felix Roßkopf p
- Bernard van Rossum ts, ss, arr, com, cond
- Jorge Rossy dr
- Mario Rossy kb, comp
- Mercedes Rossy p, comp
- Kristoffer Rostedt dr
- Bjarne Rostvold dr, perc
- Oliver Roth fl, alto-fl
- Rudolf Roth dr, perc
- Steffen Roth dr, comp
- Tim Roth kb
- Achim Rothe tp, comp, arr, cond
- David Rothenberg cl, bcl, electr
- Ned Rothenberg as, bcl
- Carmen Rothwell kb
- Jim Rotondi tp, flh
- Nunzio Rotondo tp
- Freddy Rottier dr, perc
- Ivan Rougny b
- Bjarne Roupé git, comp
- Charlie Rouse ts
- Yves Rousseau kb
- Richard Rousselet tp, flh, cond
- Ada Rovatti sax
- Christian Röver git
- Niklas Roever p
- Tony Rovera kb
- Gilbert Rovère b
- Ellen Rowe p
- Keith Rowe git
- Dennis Rowland voc
- Jimmy Rowles p, comp
- Stacy Rowles tp
- Jimmy Rowser, b
- Badal Roy Tabla
- Harry Roy cl, sax, comp, ld
- Sandro Roy vl
- Teddy Roy p
- Ernie Royal tp
- Gregory Charles Royal trb
- Marshall Royal as, cl
- Rudy Royston dr
- Shamie Royston p, comp
- Lee Rozie sax, fl, perc
- Rick Rozie kb

## Ru – Rz
- Mário Rua dr
- Gonzalo Rubalcaba p, keyb
- Guillermo Rubalcaba p, comp
- Tanel Ruben dr
- Bill Rubenstein p
- Roy Rubenstein trb
- Queenie Ada Rubin p
- Meyer „Mike“ Rubin kb
- Ron Rubin p, kb
- Saul Rubin git
- Stan Rubin cl
- Tali Rubinstein fl
- Georg Ruby p, cond, comp
- Pino Rucher git
- Fabian Rucker as, ts, comp
- Jochen Rückert dr
- Thomas Rückert p, comp
- Espen Rud dr
- Roswell Rudd trb, comp
- Peter Rudeforth tp, cor, voc, arr
- Adam Rudolph perc, comp
- Céline Rudolph voc, comp
- Steven Rudolph p, arr
- Toms Rudzinskis sax, comp
- Dick Ruedebusch tp
- Matthias Rüegg p, comp, arr, cond
- Xaver Rüegg kb
- Ilja Ruf p, cl, voc, comp
- Willie Ruff frh, kb
- Kermit Ruffins tp, voc
- Charles Ruggiero dr
- Greg Ruggiero git
- Renzo Ruggieri acc
- Pete Rugolo bar, frh, p, comp, arr
- Ralf Ruh dr, p, org, acc, comp, arr
- Aki Sebastian Ruhl tp
- Joris Rühl cl
- Jean-Jacques Ruhlmann ss, cl, bcl, comp
- Andreas Ruhnke dr, perc, lyra, tp, voc, comp, arr
- Matthias Ruhnke perc
- Ibanda Ruhumbika trb, tp, tu
- Sanna Ruohoniemi voc, comp
- Hilton Ruiz p
- Charles Rumback dr
- Bob Rummage dr
- Jack Rummel p
- Philipp Rumsch  p
- Howard Rumsey b, bl
- Freddie Rundquist git
- Gösta Rundqvist p, org, vib
- Herb Runge tp, arr, cond
- Daryl Runswick kb, eb, p, comp, arr
- John Ruocco cl, ts
- Dave Ruosch p
- Jeff Rupert ts
- Kenny Rupp trb
- Olaf Rupp g
- Rüdiger Ruppert dr
- Harald Rüschenbaum dr, bl
- Jimmy Rushing voc
- Joe Rushton bs
- Tommy Ruskin dr
- Eddie Russ p, e-p, keyb
- Al Russell p, voc
- Curly Russell b
- George Russell bl, comp
- Luis Russell p, bl
- Pee Wee Russell cl
- Snookum Russell p, b, dr
- Babe Russin ts
- Andy Russo trb
- Bill Russo trb
- Dan Russo bl, vl
- Sonny Russo trb
- Kirt Rust dr
- Shelly Rusten dr
- Paolo Rustichelli p, syn, keyb, comp
- Bull Ruther b
- Jonas Ruther dr
- Wyatt Ruther b
- Paul Rutherford trb
- Rudy Rutherford sax
- Philipp Rüttgers p, comp
- Karel Růžička p, comp
- Karel Růžička junior ts, ss, as, bcl
- Andrei Ryabov git
- Jørgen Ryg tp
- Terje Rypdal git
- Andrzej Ryszka dr
- Dabin Ryu p